# 西里尔·盖恩
西里尔·盖恩（1990年4月12日—）法国综合格斗运动员，现为UFC重量级选手，曾获得UFC重量级临时冠军。
盖恩于2014年开始其职业格斗运动员生涯。他曾在TKO大联盟MMA比赛并获得重量级冠军。